# Komisariat Straży Granicznej „Mroczeń”

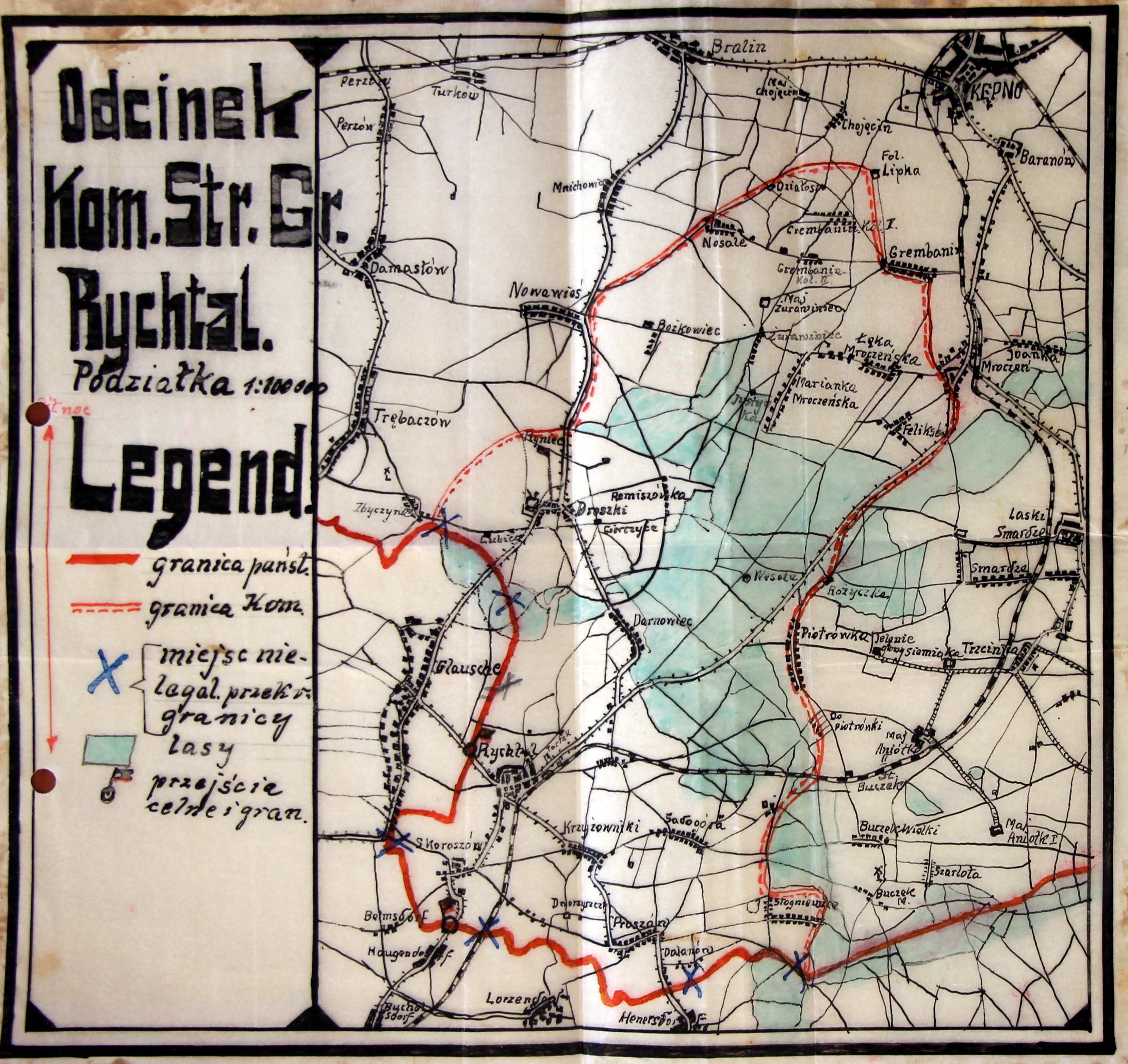
Szkic komisariatu SG „Rychtal”

Komisariat Straży Granicznej „Mroczeń” – jednostka organizacyjna Straży Granicznej pełniąca służbę ochronną na granicy polsko-niemieckiej w latach 1928–1939.

## Geneza
W wyniku Traktatu Wersalskiego miasto Rychtal i jego okolice zostały przyznane Polsce. Wykonując jego postanowienia, w dniu 19 stycznia 1920 roku do Rychtala wkroczyli żołnierze 12 pułku Strzelców Wielkopolskich. Początkowo ochronę granicy państwowej gwarantowali żołnierze regularnych oddziałów wojska. Potem przejęły ją Bataliony Celne. Od 4 kompanii 14 batalionu celnego, w nocy 23 października 1921 roku o godz.0:00 służbę na granicy przejęła Straż Celna. Strażnicy byli absolwentami III kursu Szkoły Straży Celnej w Wieleniu. Około 75% z nich było kawalerami. Brali on później za żony miejscowe panny, często narodowości niemieckiej i wyznania ewangelickiego. Siedziba komisariatu mieściła się w Pomianach. Pierwszym kierownikiem komisariatu był komisarz Metody Kalinowski, zastępcą kierownika starszy dozorca Jan Kuchta. Odcinek komisariatu sięgał od Siemianic do Rychtala. Komisariat dysponował placówkami Straży Celnej w Skoroszowie, Krzyżownikach, Proszowie, Stogniewicach i kilku innymi placówkami na terenie przyszłego komisariatu SG „Laski”.
Z dniem 1 stycznia 1923 roku utworzono komisariat Straży Celnej „Rychtal”. W jego skład weszły placówki Drożki, Darnowiec, Rychtal, Skoroszów, Krzyżowniki, Proszów, Stogniewice.

## Formowanie i zmiany organizacyjne
Rozporządzeniem Prezydenta Rzeczypospolitej Polskiej Ignacego Mościckiego z 22 marca 1928 roku, do ochrony północnej, zachodniej i południowej granicy państwa, a w szczególności do ich ochrony celnej, powoływano z dniem 2 kwietnia 1928 roku Straż Graniczną.
W 1928 roku funkcjonował komisariat Straży Granicznej „Słupia” z podkomisariatem „Rychtal”.
15 września 1928 roku dowódca Straży Granicznej rozkazem nr 7 w sprawie zmian dyslokacji Wielkopolskiego Inspektoratu Okręgowego podpisanym w zastępstwie przez mjr. Wacława Szpilczyńskiego ustalił organizację samodzielnego już komisariatu „Rychtal”.
Rozkazem nr 11 z 9 stycznia 1930 roku reorganizacji Wielkopolskiego Inspektoratu Okręgowego komendant Straży Granicznej płk Jan Jur-Gorzechowski ustalił numer i organizację komisariatu.
Rozkazem nr 3 z 31 grudnia 1938 roku w sprawach reorganizacji jednostek na terenach Śląskiego, Zachodniomałopolskiego i Wschodniomałopolskiego okręgów Straży Granicznej, a także utworzenia nowych komisariatów i placówek, komendant Straży Granicznej płk Jan Gorzechowski zniósł posterunek wywiadowczy „Stogniewice”.
Rozkazem nr 13 z 31 lipca 1939 roku w sprawach [...] przeniesienia siedzib i zmiany przydziałów jednostek organizacyjnych, komendant Straży Granicznej gen. bryg. Walerian Czuma przeniósł siedzibę komisariatu i placówkę II linii „Rychtal” do m. Mroczeń.

## Służba graniczna
Oficerowie komisariatu uzbrojeni byli w pistolety i szable, szeregowi w kbk Mosin wz. 91/98. Kierownicy placówek, przewodnik psa i wywiadowcy posiadali dodatkowo pistolety czeskie kal.9 mm. Kierownik komisariatu i zastępca posiadali konie do swojej dyspozycji. Na stanie komisariatu znajdował się jeden rower. Szeregowi do służby używali rowerów prywatnych. Jeden szeregowy posiadał własny motocykl. Przemyt w 1934 roku oszacowano na 1048,95 zł, zatrzymano 70 osób. Ponadto wykryto nielegalną plantację tytoniu.
Sąsiednie komisariaty:
- komisariat Straży Granicznej „Gola” ⇔ komisariat Straży Granicznej „Laski” – 1928
- komisariat Straży Granicznej „Bralin” ⇔ komisariat Straży Granicznej „Laski” – styczeń 1930

## Struktura organizacyjna

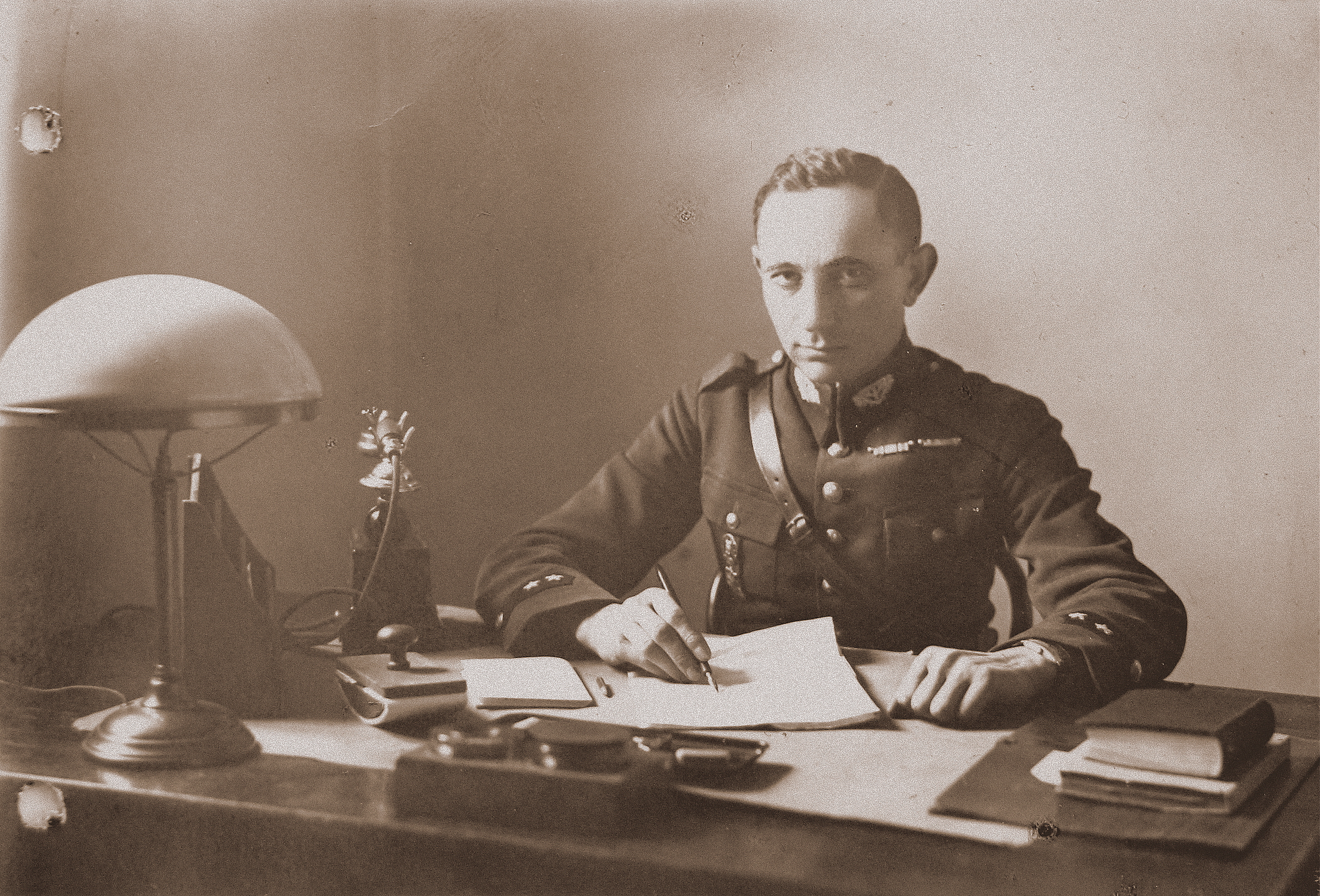
Bolesław Sciegienny – kierownik komisariatu

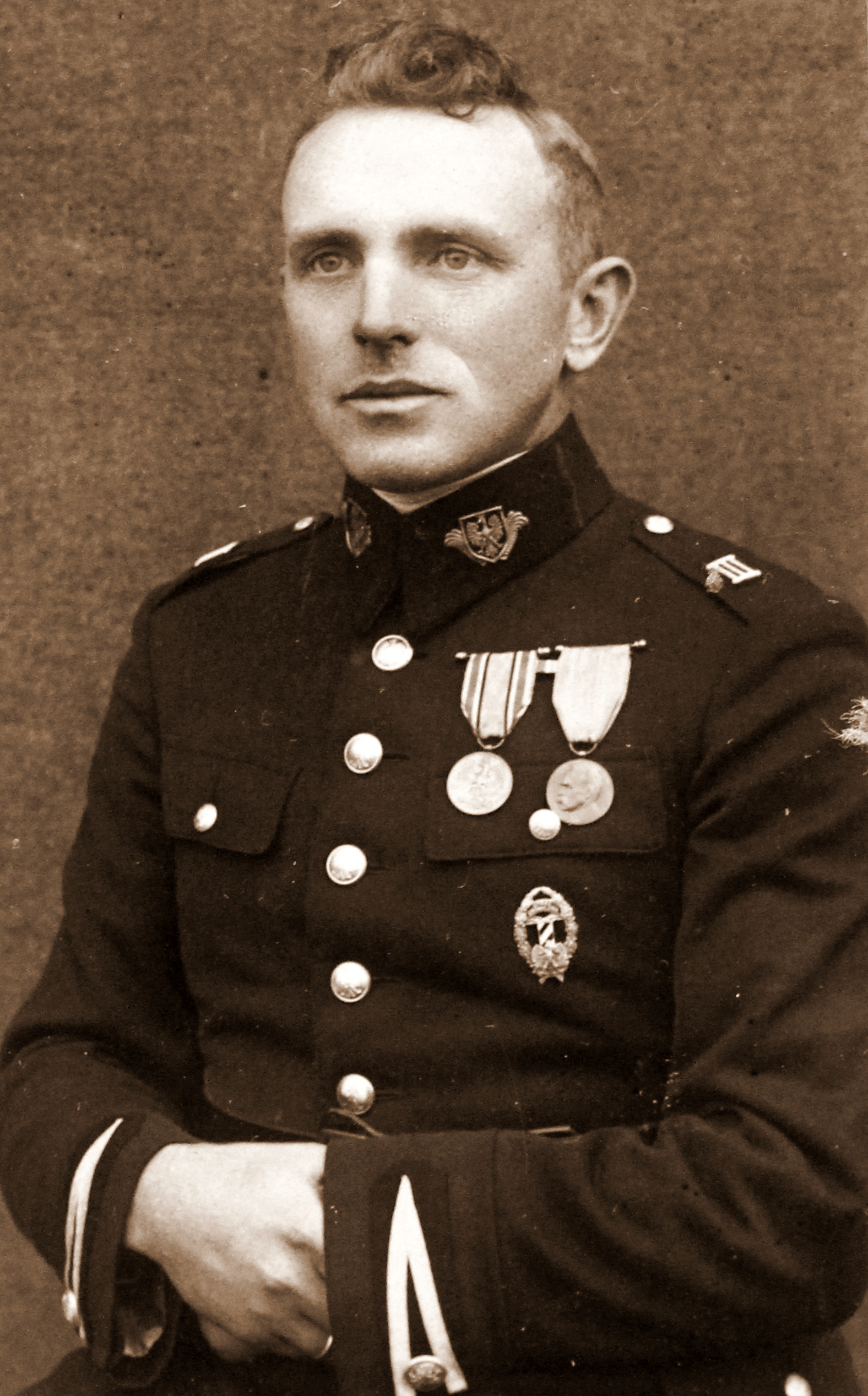
st. przod. Ignacy Stachowski – pomocnik komendanta

Organizacja komisariatu we wrześniu 1928:
- komenda – Rychtal
- placówka Straży Granicznej I linii „Drożki”
- placówka Straży Granicznej I linii „Skoroszów”
- placówka Straży Granicznej I linii „Proszów”
- placówka Straży Granicznej II linii „Rychtal”
- placówka Straży Granicznej II linii „Kępno”[a]

Organizacja komisariatu w styczniu 1930:
- 5/12 komenda – Rychtal
- placówka Straży Granicznej I linii „Drożki”
- placówka Straży Granicznej I linii „Rychtal”
- placówka Straży Granicznej I linii „Skoroszów”
- placówka Straży Granicznej I linii „Proszów”
- placówka Straży Granicznej II linii „Rychtal”
- placówka Straży Granicznej II linii „Kępno”

## Funkcjonariusze komisariatu
| Kierownicy/komendanci komisariatu | Kierownicy/komendanci komisariatu | Kierownicy/komendanci komisariatu |
| stopień                           | imię i nazwisko                   | okres pełnienia służby            |
| --------------------------------- | --------------------------------- | --------------------------------- |
| aspirant                          | Włodzimierz Kozłowski             | 22 XI 1928 – 31 III 1929          |
| aspirant                          | Józef Czop                        | 1 IV 1929 – 16 IX 1929            |
| podkomisarz                       | Bolesław Ściegienny               | IX 1929 – był w 1932              |
| podkomisarz                       | Antoni Żurkowski                  | 10 XI 1933 –                      |
| Zastępcy komendanta komisariatu   |                                   |                                   |
| starszy strażnik                  | Stanisław Niezgoda                | 1 V 1939 –                        |